# Eibenberg (Burkhardtsdorf)
Eibenberg ist ein Gemeindeteil der sächsischen Gemeinde Burkhardtsdorf im Erzgebirgskreis. Er wurde mit Neu-Eibenberg im Jahr 1935 nach Kemtau eingemeindet, mit dem der Ort am 1. Januar 1999 zur Gemeinde Burkhardtsdorf kam.

## Geographie

### Geographische Lage und Verkehr
Eibenberg liegt etwa 9 Kilometer südlich von Chemnitz. Zum Ort gehört zudem der südlich gelegene Siedlungsteil Neu-Eibenberg, der zum 1. Oktober 2003 als offizieller Gemeindeteil Burkhardtsdorfs gestrichen wurde. Neu-Eibenberg liegt an einem Talhang nördlich der Zwönitz. Am südlichen Ortsrand dieser Siedlung befindet sich im Tal der Zwönitz der Haltepunkt Kemtau, welcher an der Bahnstrecke Chemnitz–Adorf liegt und von Zügen der City-Bahn Chemnitz bedient wird. Die Bundesstraße 180 verläuft ebenfalls im Tal der Zwönitz. Auch sie tangiert den südlichen Teil von Neu-Eibenberg.

### Nachbarorte
| Berbisdorf     |                                             | Einsiedel   |
| Klaffenbach    | Kompassrose, die auf Nachbargemeinden zeigt | Dittersdorf |
| Burkhardtsdorf | Neu-Eibenberg, Kemtau                       |             |

## Geschichte

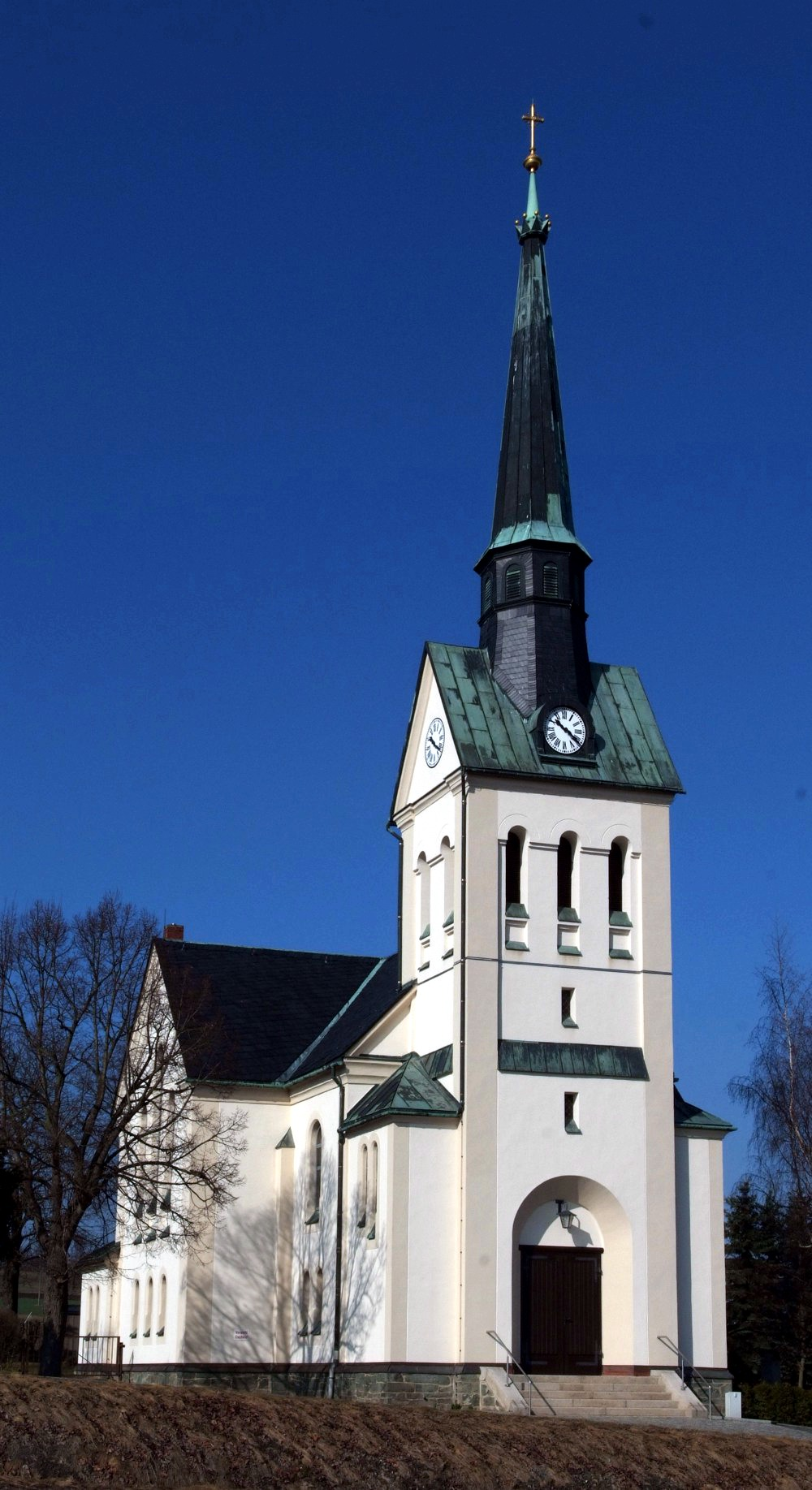
Evangelische Kirche Eibenberg

Die erste urkundliche Erwähnung des Ortes datiert von 1539/40 als Meidenbergk. August Schumann nennt 1815 im Staats-, Post- und Zeitungslexikon von Sachsen Eibenberg betreffend u. a.:
„Es hat, mit Einschluß der Mühle von 4 Gängen an der Zwönitz, 260 Einwohner über 10 Jahre, mit 92 Kühen und 10 Schaafen, und gehört dem Stadtrathe zu Ehrenfriedersdorf.“
Albert Schiffner ergänzt 1828 u. a.:
„[…] kam 1381 nebst Berbisdorf durch Kauf vom Hanns v. Waldenburg und seinen Söhnen Hanns und George an die Kirche zu Ehrenfriedersdorf, […]; daher kommt es, daß die Kirche noch immer den Besitz jener Dörfer prätendirt. Eubenberg liegt in sehr bergiger und waldiger Gegend, […]. Der Ort enthält ein Erblehngericht, 10 Bauergüter und gegen 35 Häusler, welche viel Strumpfwaare liefern. Man rechnet jetzt nahe an 400 Seelen hier. Die Obergerichten stehen dem Amte Wolkenstein zu, und gepfarrt ist das Dorf nach Harthau.“
Das Schulwesen lässt sich im Ort bis ins Jahr 1831 zurückverfolgen. Nach 1874 stieg die Schülerzahl auf 215, sodass das bestehende Schulgebäude nicht mehr ausreichend Platz bot. 1873 wurde ein Schulneubau geweiht.
1840 entstand der Siedlungsteil Neueibenberg, der „Anbau“ zu Eibenberg.
Vor 1852 stand Eibenberg bezüglich der Grundherrschaft unter dem Stadtgericht Ehrenfriedersdorf. Der Ort lag bis 1856 im kursächsischen bzw. königlich-sächsischen Amt Wolkenstein. Nach dem Ende der sächsischen Ämterverfassung 1856 lagen Eibenberg und Neu-Eibenberg im Zuständigkeitsbereich des Gerichtsamts Chemnitz und ab 1875 der Amtshauptmannschaft Chemnitz. Bis zur Wende ins 20. Jahrhundert bildeten Ackerbau und Strumpffabrikation die Haupterwerbszweige der Bevölkerung. Seit Beginn der 1880er Jahre vollzog sich der Übergang von der Hausindustrie zu Fabrikindustrie.
Bis zur Errichtung einer eigenen Kirche fanden Gottesdienste u. a. im Schulgebäude statt. Am 28. April 1901 erfolgte die Grundsteinlegung für einen Kirchbau nach Plänen des Architekten Paul Lange, am 4. Juli des Jahres wurde Richtfest gefeiert. Die Weihe des Neubaus erfolgte am 14. Oktober 1901.
Mit Eröffnung der Station „Eibenberg-Kemtau“ am 1. Mai 1905 erhielt Eibenberg Eisenbahnschluss an der Strecke Chemnitz–Adorf. Am 8. Oktober 1939 erfolgte die Umbenennung der Station in „Kemtau“.
1935 wurde Eibenberg nach Kemtau eingemeindet. Durch die zweite Kreisreform in der DDR kam die Gemeinde Kemtau mit Eibenberg und Neu-Eibenberg im Jahr 1952 zum Kreis Chemnitz-Land im Bezirk Chemnitz (1953 in Kreis Karl-Marx-Stadt-Land und Bezirk Karl-Marx-Stadt umbenannt), der ab 1990 als sächsischer Landkreis Chemnitz fortgeführt wurde. Bei der Auflösung des Landkreises Chemnitz kam die Gemeinde Kemtau mit Eibenberg und Neu-Eibenberg im Jahr 1994 zum Landkreis Stollberg, der 2008 im Erzgebirgskreis aufging. Zum 1. Januar 1999 wurde aus den bis dahin eigenständigen Gemeinden Burkhardtsdorf, Kemtau und Meinersdorf die Gemeinde Burkhardtsdorf neugebildet.

## Entwicklung der Einwohnerzahl
| Jahr    | Einwohnerzahl                            |
| ------- | ---------------------------------------- |
| 1551/54 | 12 besessene Mann, 24 Inwohner1          |
| 1764    | 11 besessene Mann, 26 Häusler, 8 ¼ Hufen |
| 1834    | 495                                      |
| 1871    | 882                                      |

| Jahr | Einwohnerzahl |
| ---- | ------------- |
| 1890 | 1072          |
| 1910 | 1112          |
| 1925 | 1099          |

1 mit Berbisdorf